# Gafleispitz
Il Gafleispitz (in tedesco: Gafleispitz) con 2.000 m s.l.m. è una montagna della Catena del Reticone nelle Alpi Retiche occidentali. Si trova nel comune di Triesenberg e Vaduz.
| Controllo di autorità | VIAF (EN) 132893518 · LCCN (EN) no2006037401 |